# Station Oissel
Station Oissel is een spoorwegstation in de Franse gemeente Oissel-sur-Seine.

## Treindienst
| Serie | Treinsoort | Route                                                              | Bijzonderheden |
| ----- | ---------- | ------------------------------------------------------------------ | -------------- |
| C 1   | TER (SNCF) | Paris-Saint-Lazare – Vernon - Giverny – Oissel – Rouen-Rive-Droite |                |